# Prasinocyma approximata
Prasinocyma approximata là một loài bướm đêm trong họ Geometridae.